# سامان (جماعت)
سامان (خانقاه)(به خط تاجیکی: ҷамоати деҳоти Сомон) جماعت دهاتی در کشور تاجیکستان است که در ناحیهٔ حصار، منطقهٔ «ناحیه‌های تابع جمهوری» قرار دارد. جمعیت این جماعت ۳۴٬۳۹۳ است.
سابقا، نام این  جماعت دهات، خانقاه (به خط تاجیکی: ҷамоати деҳоти Хонақоҳ) بوده. 

## لیست دهات تابعه
(جمعیت در سال ۲۰۲۲ میلادی)
- آبشاران (Обшорон)[سابقا وودوناسوسنایا(پمپ‌آب) / Водонасосная](۱٬۳۶۵)
- استقلال (Истиқлол)[سابقا خلیل‌آباد / Халилобод](۶۸۲)
- ‌افغان‌آباد (Афғонобод)(۹۱۷)
- باغستان (Боғистон)[سابقا توله / Тула](۱٬۹۶۷)
- خرمنک (Хирманак)(۱٬۸۱۴)
- چشمه‌سار (Чашмасор)(۵۱۷)
- چمنستان (Чаманистон)(۲٬۶۲۳)
- دوچناره (Дучинора)(۳٬۷۱۲)
- شورآب اسکندر (Шӯроби Искандар)(۳٬۲۳۹)
- شورآب افغان (Шӯроби Афғон)(۳٬۳۹۲)
- غیرت‌آباد (Ғайратобод)[سابقا لنگر/ Лангар](۴٬۵۸۳)
- کوچه‌باغی (Кӯчабоғӣ)(۶۲۹)
- گلریز (Гулрез)[سابقا چپتوره بالا / Чептураи Боло](۷۶۴)
- مارتپه (Мортеппа)(۴٬۲۶۶)
- ‌ نورافشان (Нурафшон)[سابقا شورآب پایین / Шӯроби Поён](۳٬۲۰۶)
- وحدت (Ваҳдат)(۷۱۷)